# Skjoldbregne-slægten
Skjoldbregne-slægten (Polystichum) er en stor slægt af bregner i Mangeløv-familien. Slægten har 200-300 arter, heraf dog kun 3 i Skandinavien hvoraf kun 1 vildtvoksende i Danmark, men flere dyrkes som haveplanter.
Skjoldbregner er ret store bregner med korte jordstængler. De lange, slanke blade sidder i en roset ved jorden. Bladene er stærkt fligede eller fjerformede, og hele bladpladen er ofte spidst lancet-formet. Sporehusgrupperne sidder langs kanten af bladene. Mange arter er vintergrønne.
| Arter i Danmark |

- Ægte skjoldbregne (Polystichum aculeatum)

| Portal | Portal:Botanik |

| Botanik | Spire Denne botanikartikel er en spire som bør udbygges. Du er velkommen til at hjælpe Wikipedia ved at udvide den. |